# Francoa appendiculata
Francoa appendiculata es una especie de planta perteneciente a la familia Francoaceae, hierbas estas endémicas de Chile.
Las plantas pueden crecer hasta un metro de altura y producir grupos basales de hojas redondas, profundamente lobuladas, de color verde oscuro y peludas con tallos alados. Produce racimos compactos de pequeñas flores en forma de copa, que son de color rosa con marcas rojas, aparecen en verano y principios de otoño.